# Balthasar Ludwig Tralles

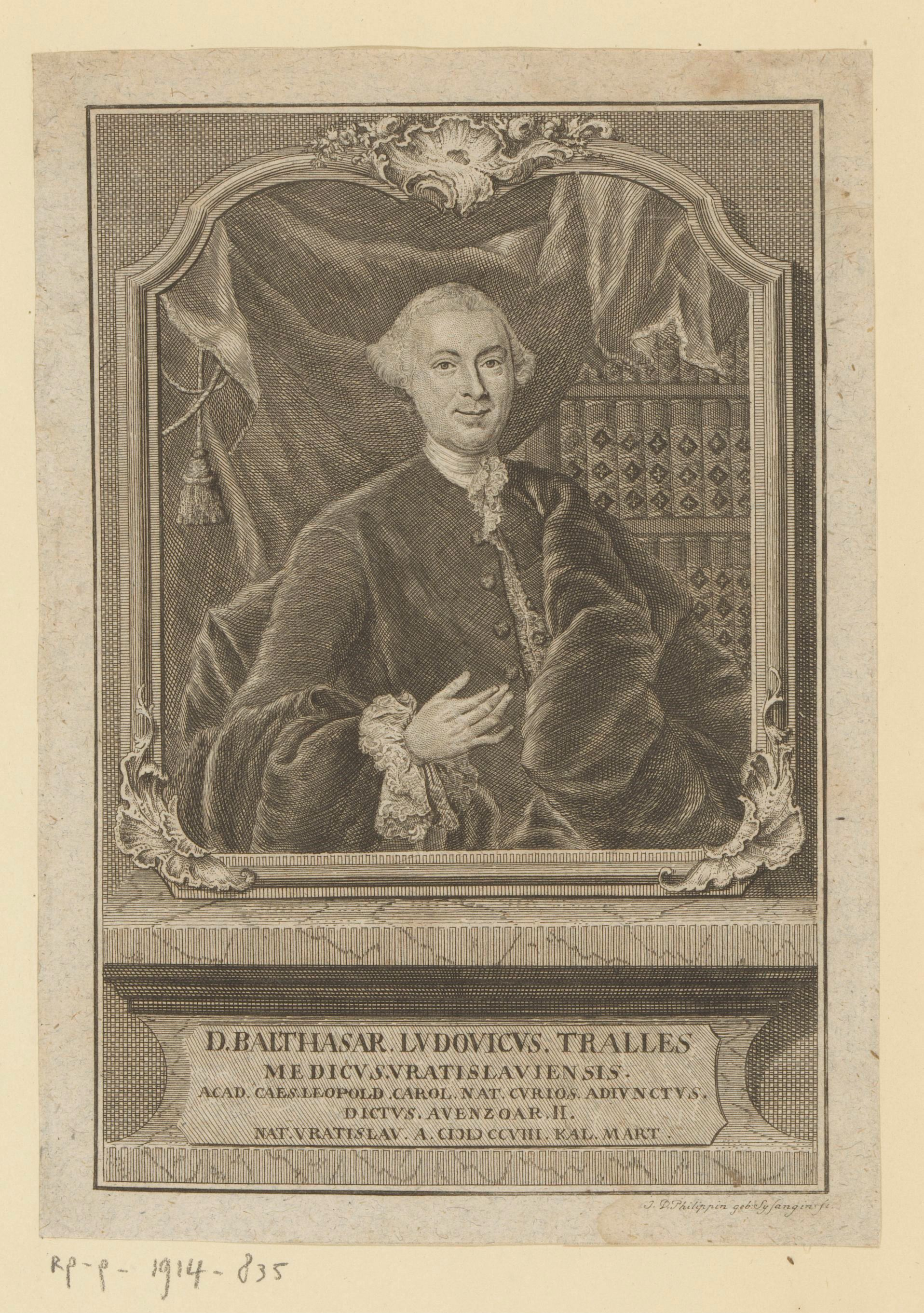
Balthasar Ludwig Tralles

Balthasar Ludwig Tralles (auch Balthasar Ludovicus Tralles, * 1. März 1708 in Breslau, Erbfürstentum Breslau; † 7. Februar 1797 ebenda) war ein deutscher Mediziner und Arzt in Breslau.

## Leben
Balthasar Ludwig Tralles war ein Sohn des Breslauer Kaufmanns Johann Christian Tralles. Nach dem Abitur am Breslauer Elisabetgymnasium studierte er an den Universitäten in Leipzig und Halle Medizin. 1731 wurde er in Halle promoviert. 1734 war er ärztlicher Begleiter von August Christoph von Wackerbarth. Anschließend wirkte er als Arzt in Breslau. 1741 wurde er Hofrat sowie erster Assessor und später für kurze Zeit Dekan des Collegium medicum in Breslau. 1767 wurde er Leibarzt am Hofe von Sachsen-Gotha. Neben medizinischen Arbeiten veröffentlichte Tralles auch literaturkritische Arbeiten und betätigte sich als Dichter.
Am 5. September 1755 wurde Balthasar Ludwig Tralles mit dem akademischen Beinamen Avenzoar II. als Mitglied (Matrikel-Nr. 598) in die Leopoldina aufgenommen. 1763 wurde er Mitglied der Bayerischen Akademie der Wissenschaften. Am 6. Oktober 1791 wurde er auswärtiges Mitglied der Königlich-Preußischen Akademie der Wissenschaften.
Der Mediziner Johann Christian Tralles war sein Großvater.